# Lisice (Mazovie)
Lisice [liˈɕit͡sɛ] est un village polonais de la gmina de Teresin dans le powiat de Sochaczew et dans la voïvodie de Mazovie.
Il est situé approximativement à 5 kilomètres à l'est de Teresin, à 17 kilomètres à l'est de Sochaczew, et à 36 kilomètres à l'ouest de Varsovie.